# Minerva Piquero
Minerva Piquero (Minerva Corujo). (Oviedo, 15 d'agost de 1967) és una presentadora espanyola de televisió i des de 2012 directora de comunicació i Relacions Públiques d'Aegis Media.

## Biografia
Després de viure uns anys en Mèxic i treballar en el bar familiar, en 1989 torna a Espanya, es trasllada a Madrid i és contractada per la llavors acabada de crear cadena de televisió Antena 3 com a "noia del temps" (informació meteorològica) en el telenotícies Antena 3 Noticias.
Es converteix, d'aquesta manera, en un dels rostres més populars de la televisió a Espanya durant els anys noranta. Va ser la "noia del temps" d'Antena 3 durant catorze anys, a més de presentar l'informatiu d'Antena 3 de les 15.00 en 1992/93 i el programa de reportatges Línea América i Casa de América pel canal Internacional des de 1996 fins al 2004. Col·laborà també en distints programes d'Antena 3, como en un capítol de Farmacia de guardia, a La ruleta de la fortuna, a La clave de José Luis Balbín, a Lluvia de estrellas, etc. En 2004, accepta una oferta de Televisió Espanyola per acompanyar José María Íñigo a Carta de ajuste, un programa nostàlgic que emetia imatges dels anys 60, 70 i 80 procedents dels arxius de TVE que es va mantenir en la cadena durant una temporada de 13 capítols i que va ser un fracàs d'audiència.
Un any després, la mateixa cadena li brindava l'oportunitat de conduir El sábado, espai de varietats en el prime time dels dissabtes que, no obstant això va ser retirat només tres setmanes després de la seva estrena pel fet que no va complir amb les expectatives d'audiència de la cadena, com els treballs anteriors.
Després de quatre anys apartada de les pantalles, torna a televisió a l'octubre de 2009 per a presentar el programa diari Madrid hoy en la cadena Onda 6, que condueix durant un any, també amb baixos índex d'audiència.
Cofundadora de l'agència de comunicació GetArs, desenvolupa nombrosos projectes de publicitat i màrqueting BTL des de 2001 fins a 2013.
Fora de les pantalles de televisió, des de gener de 2012 assumeix les funcions de Directora de Comunicació i RRPP del grup d'agències Dentsu Aegis, multinacional que engloba a les empreses Carat, Vizeum, Posterscope, iProspect i Isobar.
El juny de 2013 reapareix davant els mitjans després de superar uns problemes de salut als quals es refereix amb la frase “Hi ha vegades que les hormones et traeixen, però ja estic molt bé”, segons indiquen diversos mitjans, entre ells la coneguda web Vertele. En 2019 va dir en una entrevista patir hipotiroidisme.